# MÁV Bh II. osztályú személykocsi
A MÁV Bh II. osztályú személykocsi egy vasúti személykocsi-típus volt.
A MÁV és a társasági vasutak az 1880-as évek elején a szakaszos személykocsik beszerzéséről a hosszátjáratú peronos, árnyékszékkel (WC), majd később gőzfűtéssel felszerelt kocsikra tértek át. A MÁV az 1880-ban beszerzett 5,5 m tengelytávú, Vg jellegű kísérleti kocsik után 1882-1885 között 6 m tengelytávú kocsikat állított forgalomba, elsősorban gyorsvonati forgalomra. Az I., II. és I/II. osztályú kocsik három-, a III. osztályúak kéttengelyesek voltak. A II. osztályú kocsik VIg jellegű első változata középfolyosós volt, két szakasszal és egy teremszerű résszel, 30 ülőhellyel, függőkályhás építéssel. A Ganz és Társa gyár az 1883. évben 21 II. osztályú kocsit szállított Bh 1565-1585 pályaszámokkal.

## A MÁV Bh 1574 II. osztályú személykocsi története
1911-ben a kocsit 142 pályaszámú mentőkocsivá alakították át. Az 1925. évi átszámozáskor By 131 pályaszámmal kisegítő daruszemélyzeti kocsi lett. A középső kerékpár kiszerelésével 1957. november 8-án kéttengelyes kocsivá alakították át. 1967. óta Yp 30 55 117 1016-5 pályaszámmal üzemi kocsiként használták.
Felújítását eredeti állapotába, de kéttengelyes kivitelben és a kályha helyére is ülőhelyet építve a MÁV Szombathelyi Járműjavító Üzem végezte 1986-ban.